# Korczówka (rejon szeptycki)
Korczówka (ukr. Корчівка) – wieś na Ukrainie w rejonie szeptyckim obwodu lwowskiego.
Do 2020 w rejonie radziechowskim.

Do 2024 w rejonie czerwonogrodzkim.